# Шайтан (река, впадает в Аятское водохранилище)
Шайта́н — река на Среднем Урале, протекающая в Невьянском районе Свердловской области.

## География
Река Шайтан протекает в глухой лесистой части восточного склона Среднего Урала, в средней части Невьянского района и одноимённого муниципального округа. Длина реки — 29 км. Площадь водозабора — 191 км².
Шайтан течёт с юга на север, постепенно искривляя своё направление на северо-восток. Исток реки находится в окрестностях Ерониной горы, находящейся к востоку от Серовского тракта. Река Шайтан впадает в Аятское озеро в юго-западной его части, образуя глубоко вдающийся на запад залив.
В долине реки Шайтан находится множество болот: Таватуйское, Глуховское, Чистое и др. В среднем течении реки вблизи её берегов находится множество небольших скал-останцов Верх-Исетского гранитного массива. Приблизительно в четырёх километрах от устья Шайтана слева в него впадает река Чёрная. Также в Шайтан впадает много других мелких безымянных водотоков.

## Данные водного реестра
По данным государственного водного реестра России, река Шайтан относится к Иртышскому бассейновому округу, речному бассейну Иртыша, речному подбассейну Тобола. Водохозяйственный участок — Аять от истока до Аятского гидроузла.
Код объекта в государственном водном реестре — 14010501712111200006687.